# Petrosimonia squarrosa
Petrosimonia squarrosa là loài thực vật có hoa thuộc họ Dền. Loài này được (Schrenk) Bunge miêu tả khoa học đầu tiên năm 1862.